# Farol da Gibalta
Farol da Gibalta é um farol português que se localiza na encosta da Gibalta junto à linha ferroviária e da Estrada Marginal Lisboa - Cascais, próximo da vila de Caxias, no Município de Oeiras, no Distrito de Lisboa.

## O farol
Trata-se de uma torre cilíndrica branca, com cúpula e nervuras vermelhas, sendo estas iluminadas por uma luz fluorescente de cor vermelha, tem 21 metros de altura. O Farol da Gibalta, juntamente com os Faróis do Esteiro e da Mama, veio substituir os antigos Faróis, construídos originalmente entre 1878 e 1879, instalados no Alto de Caxias e Porto Côvo, munidos de uma luz vermelha fixa, em Maio de 1914. Foram, também estes, munidos de uma luz vermelha fixa.
Apenas em 1951 a luz passou a ser ritmada. Contudo, em 1952 houve um desabamento de terras e a consequente destruição da antiga estrutura. A actual construção entrou em funcionamento a 10 de Fevereiro de 1954, a cerca de 30 m da antiga construção. Em 1981 é automatizado, deixando, portanto, de estar munido de faroleiros. Em 1987 os faróis do Esteiro e Gibalta passam a estar acesos de 1 de Outubro a 15 de Março, passando apenas em 1997 a estar acesos permanentemente durante todo o ano.
O Farol da Gibalta define, juntamente com os Faróis do Esteiro e da Mama, o enfiamento de entrada da Barra Sul do Porto de Lisboa.

## Ligações externas

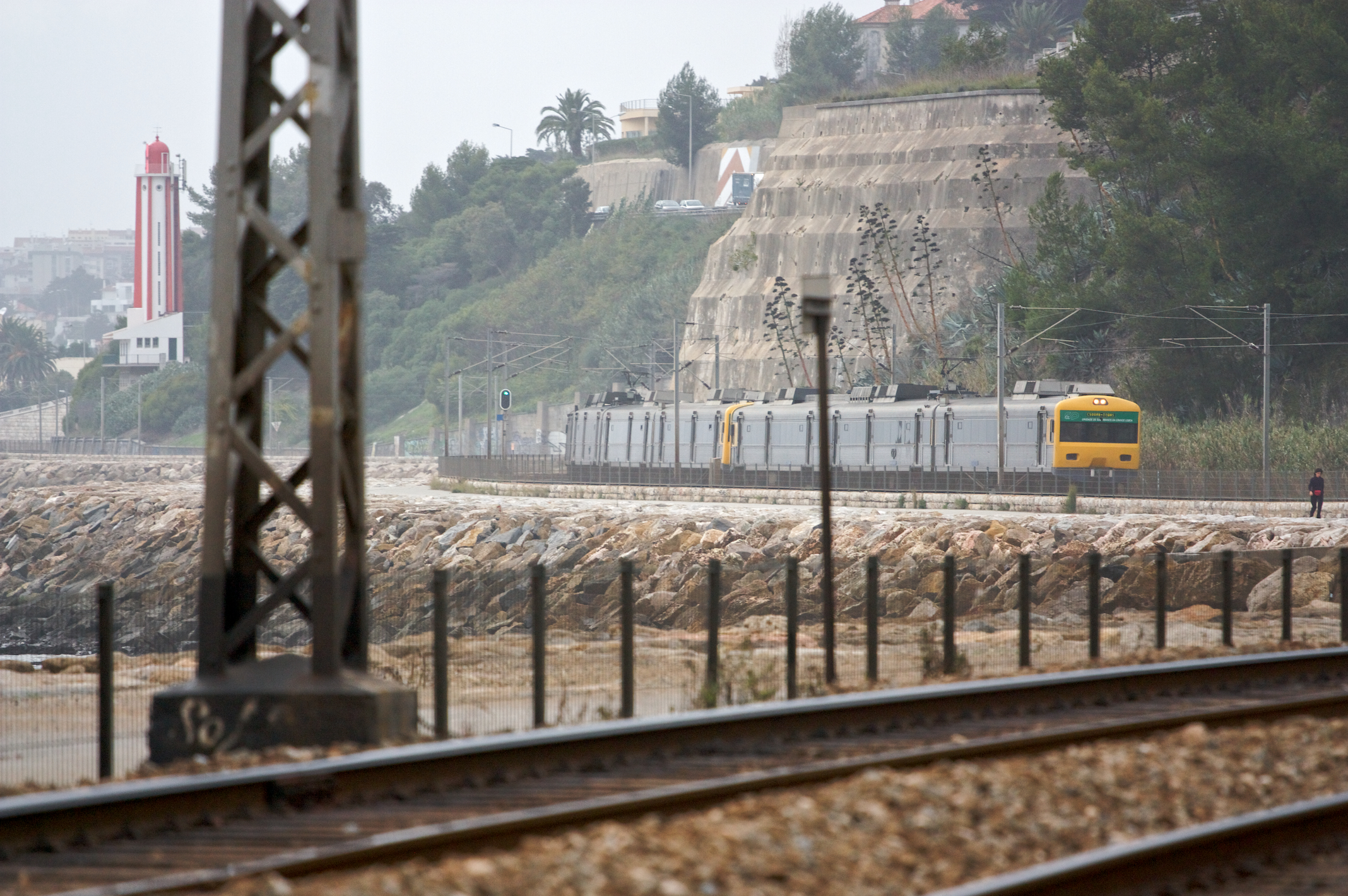
Farol da Gibalta junto à linha de Cascais